# Guerra dei Coltelli
La guerra dei coltelli (in francese: Guerre des couteaux), nota anche come Guerra del Sud, fu una guerra civile combattuta dal giugno del 1799 al luglio del 1800 tra i rivoluzionari haitiani di Toussaint Louverture, un ex schiavo di colore che controllava la parte nord di Santo Domingo (moderna Haiti) ed il suo avversario, André Rigaud, un mulatto libero che controllava l'area a sud dell'isola. Louverture e Rigaud combatterono de facto per il controllo sulla colonia francese di Santo Domingo nel corso della guerra. Il loro conflitto fece seguito all'espulsione delle forze straniere dalla colonia come parte della Rivoluzione haitiana. La guerra si concluse con la vittoria di Toussaint che prese il controllo dell'intera Santo Domingo mentre Rigaud venne costretto all'esilio.

## Prodromi

### La prima rivoluzione
La rivoluzione haitiana era iniziata nel 1791, quando degli schiavi neri della colonia caraibica di Santo Domingo erano insorti contro i loro proprietari francesi sull'ideale della Rivoluzione francese. Toussaint riuscì ad emergere sempre più come capo degli schiavi ribelli a nord di Santo Domingo, operando nei territori attorno al porto di Le Cap-Français. Simultaneamente, Rigaud si fece strada come capo ribelle tra le gens de couleur libres (libere persone di colore), che erano di base a sud di Santo Domingo, attorno all'area di Les Cayes.
Nel maggio del 1792, i commissari francesi di Santo Domingo formarono un'alleanza con Rigaud, permettendogli di portare le sue forze nella capitale di Port-au-Prince e dissolvere in loco il precario governo dei piantatori bianchi. Nell'agosto del 1793, il nuovo commissario Sonthonax proclamò la liberazione di tutti gli schiavi di Santo Domingo, nello sforzo di contrastare una rivolta di piantatori controrivoluzionari a Le Cap, un'invasione inglese ed un'invasione spagnola dalla vicina area parte di Santo Domingo, come parte delle Guerre della Prima Coalizione antifrancese. Dopo l'abolizione della schiavitù, Sonthonax ed il suo compagno commissario Polverel riuscirono a convincere Toussaint ad aderire alla parte dei repubblicani francesi nel conflitto. Toussaint e Rigaud pertanto divennero alleati dal 1794. All'inizio del 1795, la Convenzione Nazionale francese promosse entrambi al rango di generale di brigata.

### Toussaint consolidata il potere

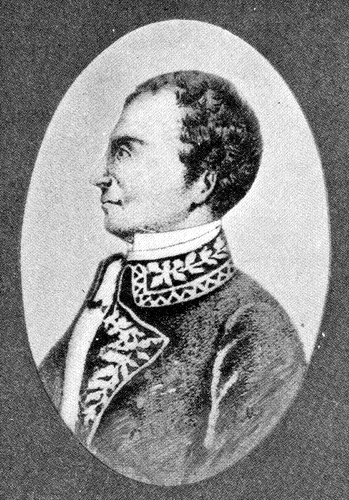
André Rigaud

Dal 1798, Toussaint e Rigaud cercarono di contenere tutte le minacce esterne e interne della colonia. Nell'aprile del 1798, il comandante inglese Thomas Maitland cercò di avvicinarsi a Toussaint per negoziare il ritiro degli inglesi dall'isola, operazione che venne conclusa nell'agosto di quello stesso anno. All'inizio del 1799, Toussaint sempre indipendentemente negoziò la "Clausola Toussaint" con gli Stati Uniti, permettendo quindi ai mercanti americani di commerciare liberamente con Santo Domingo malgrado la Quasi-guerra tra Stati Uniti e Francia. Questi sviluppi significativamente contribuirono ad aumentare il potere personale di Toussaint e dimostrarono de facto il suo ruolo come governatore sempre più indipendente. All'epoca però, non va dimenticato, la colonia era ancora formalmente un possedimento francese, seppur nominalmente. Toussaint reggeva saldamente la parte nord dell'isola attorno a Le Cap e la regione ad ovest attorno alla capitale di Port-au-Prince. Nel frattempo, Rigaud, ormai indipendentemente, governava l'area a sud attorno a Les Cayes.

### Le tensioni di Hédouville
Nel luglio del 1798, Toussaint e Rigaud viaggiavano a bordo di un carro da Port-au-Prince a Le Cap per incontrare il rappresentante da poco arrivato dalla Francia Théodore-Joseph d'Hédouville, inviato dal nuovo regime del Direttorio nazionale. La tradizione orale riporta che durante questo viaggio, Toussaint e Rigaud abbiano fatto un patto per collaborare insieme contro l'ingerenza di Hédouville. Ad ogni modo, questi sforzi ben presto vennero vanificati dal momento che Hédouville intenzionalmente tratto Rigaud con più favore rispetto a Toussaint, nel tentativo di creare tensioni tra i due capi. In una lettera a Rigaud, Hédouville criticò "la perficia del generale Toussaint Louverture" e disse a Rigaud di assolvere anche i compiti di Toussaint come generale in capo delle armate in loco. Egli invitò Rigaud a "prendere il comando del Dipartimento del Sud." Hédouville alla fine lasciò Santo Domingo, salpando da Le Cap nell'ottobre del 1798.

## La guerra

### Lo scoppio delle ostilità
Il conflitto ebbe luogo essenzialmente per l'amministrazione di Rigaud nella parte sud di Santo Domingo. Il 18 giugno 1799, Rigaud inviò 4000 uomini ad assediare i villaggi di Petit-Goâve e Grand-Goâve che si trovavano al confine della sua area, guidati da un ufficiale di Louverture, Laplume. Dopo questo suo colpo decisivo, Alexandre Pétion, un ufficiale di colore (e futuro presidente haitiano) decise di abbandonare la parte di Rigaud, portando con sé un vasto contingente di truppe di veterani.
Rigaud a questo punto istigò delle rivolte nelle regioni del nord attorno a Le Cap, Port-de-Paix ed a Môle-Saint-Nicolas, come pure nella parte occidentale e centrale della pianura del fiume Artibonite. Molte di queste regioni già si erano rivoltate a Toussaint in passato, in risposta alle sue strette politiche lavorative ed al suo tentativo di essere accomodante nei confronti dei proprietari terrieri bianchi nelle piantagioni. Egli aveva tentato qui di riavviare la produzione di zucchero di canna e di altri beni per l'esportazione, così da far crescere l'economia del paese.

### La soppressione
Toussaint rispose rapidamente schiacciano le rivolte a nord. Sotto la leadership dei suoi ufficiali Henri Christophe e Jean-Jacques Dessalines, le truppe di Toussaint orchestrarono delle esecuzioni per i sospetti cospiratori. Nel frattempo, nell'agosto del 1799, Toussaint scrisse al presidente americano John Adams, convincendo la marina militare statunitense a bloccare i porti controllati da Rigaud.
Dopo aver consolidato il suo governo al nord, Toussaint procedette quindi ad invadere le fortezze di Rigaud a sud. Per quest'invasione Toussaint poteva contare su un gran vantaggio numerico con 45 000 uomini nel suo esercito, contro 15 000 dell'esercito di Rigaud. Col procedere dell'invasione, il supporto di Rigaud venne sempre meno, malgrado i pesanti combattimenti e la tattica della terra bruciata.
Nel marzo del 1800, le forze di Rigaud riuscirono a prendere Jacmel, che poi però cadde nelle mani di Toussaint. A giugno, un emissario francese incaricato dal nuovo primo console Napoleone Bonaparte (che recentemente aveva detronizzato il Direttorio) riaffermò la posizione di Toussaint come generale. Questo pose in discussione le pretese di Rigaud che Hédouville aveva preferito a Toussaint. Dalla fine di luglio del medesimo anno, Rigaud dovette abbandonare la colonia con la sua famiglia alla volta della Francia e Toussaint poté entrare nell'ex quartier generale del suo avversario a Les Cayes.

## Conseguenze

### I massacri
A seguito della vittoria su Rigaud, Toussaint dichiarò un'amnistia generale nel luglio del 1800, ma uno dei suoi generali, Jean-Jacques Dessalines, si macchiò di una serie di brutali rappresaglie e massacri a danno dei sostenitori di Rigaud. Alcuni storici hanno indicato che potrebbe essere stato lo stesso Toussaint a ordinare questi massacri, ma che poi delegò i suoi generali per evitare di esserne incolpato. Il numero delle vittime di questi massacri è ancora oggi discusso: il generale francese François Joseph Pamphile de Lacroix ne indicò 10 000, mentre C.L.R. James nel XX secolo ne indicò solo poche centinaia, ma in piena contravvenzione all'amnistia proclamata.

### Invasione di Santo Domingo
Cinque mesi dopo la guerra, nel dicembre del 1800, Toussaint ordinò l'invasioen della colonia spagnola di Santo Domingo che occupava la parte orientale dell'isola di Hispaniola. Sebbene la Spagna avesse tecnicamente ceduto Santo Domingo alla Francia nel 1795 con la Pace di Basilea, la colonia continuava ad essere controllata dall'amministrazione spagnola. L'invasione non incontrò resistenza ed il governatore spagnolo capitolò un mese dopo.
Le ragioni proposte da Toussaint per l'invasione di Santo Domingo rimasero comunque piuttosto fumose. Durante la guerra, le autorità spagnole avevano supportato Rigaud temendo il disegno di Toussaint di voler conquistare la porzione orientale dell'isola da loro controllata. Toussaint sospettò gli spagnoli di aver dato diretto aiuto militare a Rigaud. Il console americano Edward Stevens disse che Toussaint aveva lanciato l'invasione in risposta ad una notizia secondo la quale la Francia stava per inviare 15 000 uomini a Santo Domingo in supporto a Rigaud. Toussaint disse inoltre che molti "cittadini francesi" di colore erano stati rapiti e venduti come schiavi a Santo Domingo. Inoltre, Toussaint probabilmente intendeva emancipare ciò che rimaneva della popolazione schiava di Santo Domingo, anche se non fece menzione del tema della schiavitù nella sua dichiarazione di guerra.

### La caduta di Toussaint
Con la sua vittoria su Rigaud e la conquista di Santo Domingo, Toussaint controllò l'intera isola di Hispaniola dal 1801. Ad ogni modo, Rigaud fece ritorno sull'isola due anni dopo quando col suo compagno d'esilio Pétion aderì alla campagna militare del 1802 di Charles Leclerc per riportare il controllo francese sulla colonia. Nel corso della campagna, Leclerc deportò sia Rigaud e Toussaint; quest'ultimo morì in prigione in Francia nel 1803.

## Etnicità e il conflitto
Nel presentare la guerra, gli stoici spesso sottolineano le differenze etniche presenti a Santo Domingo tra neri e mulatti. Rigaud, un mulatto liberato, si guadagnò il favore dei bianchi e degli altri mulatti che erano considerati parte delle gens de couleur. Per contro, Toussaint si guadagnò il favore della popolazione nera della colonia che era però molto più numerosa. Sotto il regime di Rigaud, le gens de couleur occuparono tutti i principali incarichi dell'amministrazione e della gestione dell'esercito. Gli ufficiali dell'esercito di Toussaint erano invece per la maggior parte ex schiavi con antenati africani.
Detto questo, continuavano ad esserci delle differenze notevoli tra le due parti. Molti ex schiavi sostennero la fazione di Rigaud come pure il cismarrone Lamour Desrances, per protesta alla politica di Toussaint che si era dimostrato particolarmente conciliante con i proprietari delle piantagioni (tutti bianchi) e gli inglesi. Entrambe le parti accusavano gli avversari di voler tradire la dichiarazione dei diritti dell'uomo e del cittadino propagata dalla Rivoluzione Francese e di voler ripristinare la schiavitù.
Lo storico Laurent Dubois ha pertanto dichiarato che il conflitto "non venne mosso dalle differenti identità razziali... fu 
un conflitto di potere territoriale e politico." Sia Toussaint che Rigaud avevano infatti interessi economici nel mantenere il sistema delle piantagioni della colonia ed a coltivare legami economici con mercanti inglesi ed americani.